# Changsuo
Changsuo (kinesiska: 长所, 长所乡) är en socken i Kina. Den ligger i den autonoma regionen Tibet, i den sydvästra delen av landet, omkring 370 kilometer väster om regionhuvudstaden Lhasa. Antalet invånare är 3 601. Befolkningen består av 1 759 kvinnor och 1 842 män. Barn under 15 år utgör 25,0 %, vuxna 15-64 år 69 %, och äldre över 65 år 4,0 %.
Genomsnittlig årsnederbörd är 808 millimeter. Den regnigaste månaden är juli, med i genomsnitt 198 mm nederbörd, och den torraste är december, med 9 mm nederbörd.